# Министр финансов Финляндии
Министр финансов Финляндии (фин. Valtiovarainministeri, швед. Finansminister) — руководитель министерства финансов Финляндии. Структура правительства Финляндии предусматривает наличие в составе Государственного совета двух должностных лиц от Министерства финансов: собственно министра финансов (с 20 июня 2023 года — Риикка Пурра) и министра по делам местного и регионального самоуправления Финляндии (с 20 июня 2023 года — Анна-Кайса Иконен).